# مارشال كيرك
مارشال كيرك (بالإنجليزية: Marshall Kirk)‏ هو مؤرخ أمريكي، ولد في 8 ديسمبر 1957 في مين في الولايات المتحدة، وتوفي في 28 يوليو 2005.